# モロス (恐竜)
モロス（学名：Moros）は、後期白亜紀セノマニアンにあたるアメリカ合衆国ユタ州シーダーマウンテン層から産出した、ティラノサウルス上科に属する獣脚類の属。モロス・イントレピドゥス1種のみが含まれる。北アメリカ大陸で発見された最古のティラノサウルス上科の標本であり、これは今まで同大陸で最古とされていた標本から約1500万年遡るものである。

## 発見と命名
古生物学者により10年にわたる発掘調査が行われ、アメリカ合衆国ユタ州シーダーマウンテン層にて、丘の中腹から脚の骨が突き出ている様子が Lindsay Zanno らにより2013年に初めて発見された。2019年2月21日に新属新種として記載論文が公開された。

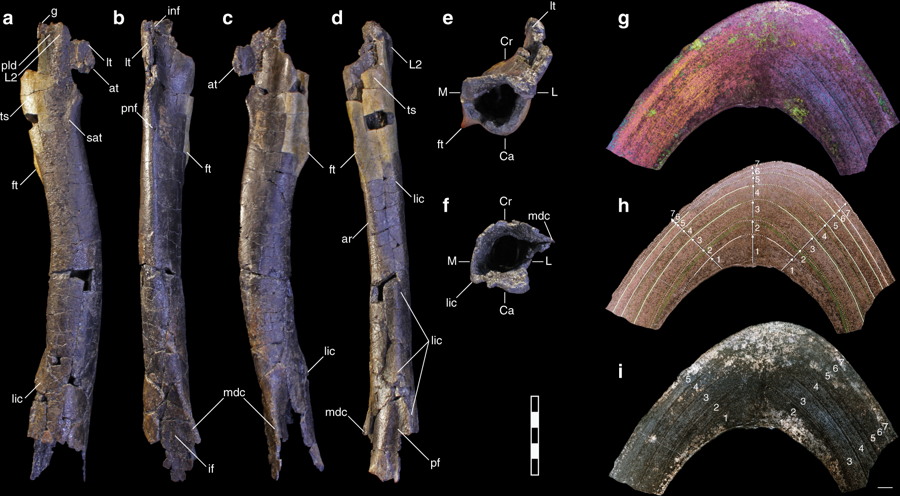
様々な角度から見た大腿骨

ホロタイプ標本 NCSM 33392 は後肢の骨であり、大腿骨・脛骨・第4中足骨・第2中足骨・第4指の趾骨が含まれる。もう一方の標本 NCSM 33393 は前上顎骨の歯1本であり、原記載論文には咬合平面側・近遠心側・舌側から見た際の写真が掲載されている。
属名はギリシャ神話のモロス（迫り来る破滅の化身）に由来し、北アメリカ大陸におけるティラノサウルス上科の系統の確立を反映している。種小名はラテン語の intrepidus に由来し、モロスに続いて北アメリカ中にティラノサウルス上科が分布したとする仮説を反映する。

## 形態

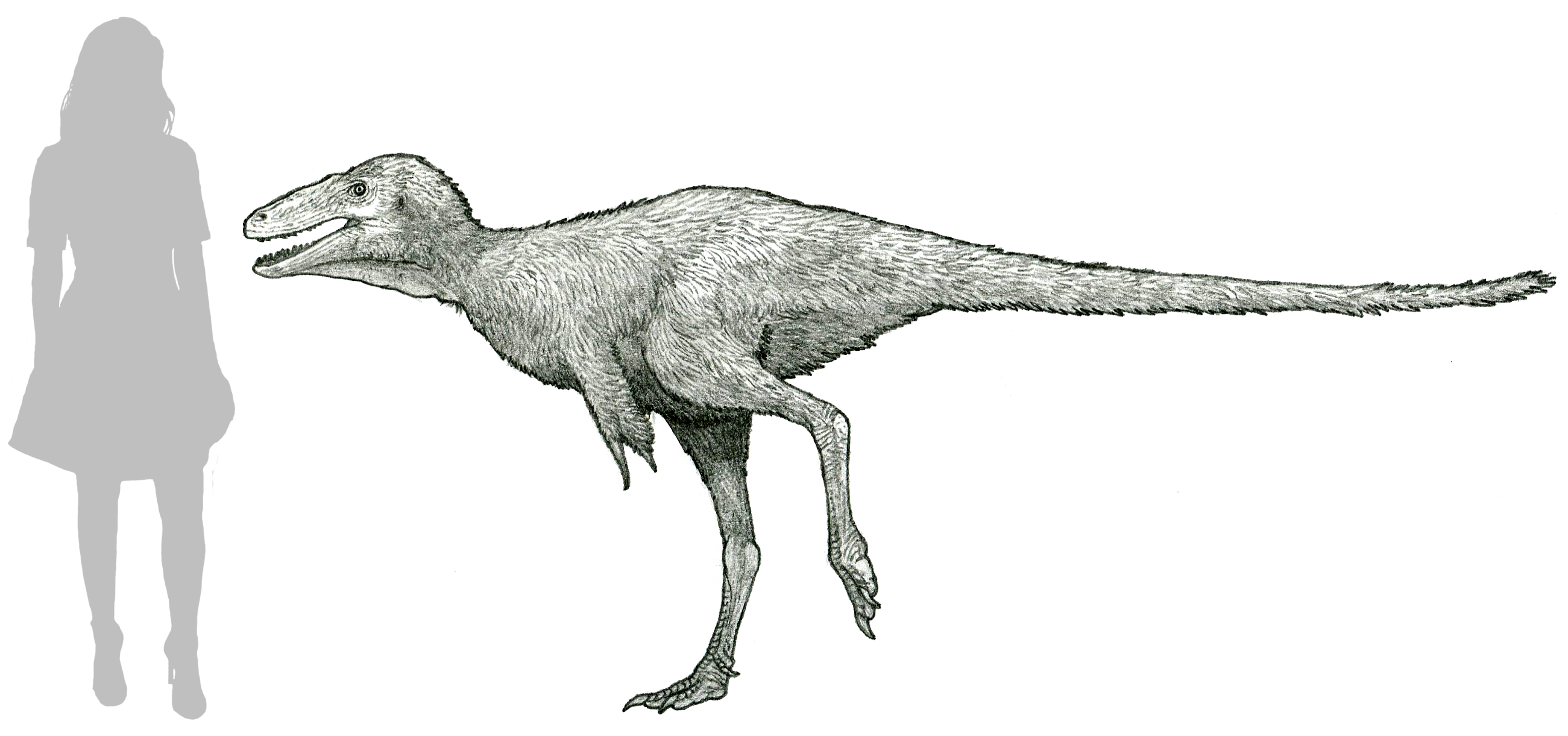
復元図

モロスは小型の体躯を持つ走行に適したティラノサウルス上科であり、体重78キログラム、脚の長さは1.2メートルと推定される。また、発見された個体は6 - 7歳と推定されている。第3中足骨が第2中足骨と第4中足骨に挟まれて狭まるアークトメタターサル構造を有し、アークトメタターサル構造を持つティラノサウルス上科が遅くともセノマニアンの北アメリカに出現していたことを示している。モロスの脚の骨は極端に細長く、中足骨の比率は白亜紀後期のティラノサウルス上科よりもオルニトミモサウルス類に近い。

## 分類
2019年に Zanno らが行った系統解析では、シオングアンロンやティムルレンギアといったアジアの分類群の横に配置され、基盤的なパンティラノサウルス類とされた。ティラノサウルス科およびアパラチオサウルスやドリプトサウルスよりも基盤的なティラノサウルス上科とされている。
アジアの基盤的ティラノサウルス上科と系統学的に近く、モロスがアジアから北アメリカへ移動した生物相の1つであることが示唆されている。小型で高度な走行性と発達した感覚器官を持つティラノサウルス上科は白亜紀前期末アルビアンまでに北アメリカ大陸へ侵入したが、適切な地形や気候および古生態系が揃ってアロサウルス上科が一掃されるまでは、ティラノサウルス上科は頂点捕食者にはなれなかった。